# Сандерс, Джозеф Ньюбоулд
Джозеф Ньюбоулд Сандерс (англ. Joseph Newbould Sanders; 1913 — 1961) — британский теолог и библеист.

## Биография
В 1932 году поступил в колледж Petershouse со специализацией в классической филологии. В течение учёбы многократно получал различные ученические награды. Учился у Персиваля Гарднер-Смита (P. Gardner-Smith), возбудившего в Сандерсе интерес к вопросу происхождения Четвёртого Евангелия, а также у Э. Хоскинса (Sir Edwyn Hoskyns; 1884—1937) и Дж. М. Крида (John Martin Creed; 1889—1940). В Германии Сандерс учился у профессоров Бультмана и Хайлера. В 1939 году он получил Kaye Prize за сочинение The fourth Gospel in the Early Church — its Origin and Influence on Christian Theology up to Irenaeus (Cambridge University Press, 1943).
В 1940—1941 годах Сандерс служил приходским священником в Уилбертоне близ Кембриджа, затем несколько раз менял места служения.
В 1950 году вышла его книга «Основания христианской веры» (англ. The foundations of Christian Faith).
В 1950-х годах Сандерс принял участие в составлении нескольких комментариев на Евангелие от Иоанна.
Член Общества изучения Нового Завета (Society for New Testament Studies) с 1939 года, с 1954 г. занимал в нём должность казначея.